# Stanislas de Laroche-Tolay
Stanislas de Laroche-Tolay, ou Louis-Marc-Stanislas Horric de La Roche-Tolay, est un ingénieur des ponts et chaussées né à Barbezieux le 7 mai 1817 et mort au château du Roc à Saint-Thomas-de-Conac le 11 décembre 1881 . 

## Biographie
Stanislas de Laroche-Tolay est entré à l'École polytechnique en 1836, et à l'École des ponts et chaussées en 1838.
À la sortie de l'école, il est nommé ingénieur ordinaire des ponts et chaussées de l'arrondissement de Clermont, puis de Châteaudun.
En janvier 1845, il entreprend la construction de la ligne entre Tours et Bordeaux. Il est attaché, en résidence à Coutras, sous les ordres de M. Duvignaud. Il assure l'exécution de la ligne entre Champagne à Saint-Aigulin et Libourne (37 km) qui comprend le pont sur l'Isle, à Coutras.
Après la fin des travaux, il est allé résider à Ruffec pour la construction de la ligne entre Épanvilliers, sur la commune de Blanzay et Vars (57 km), avec le tunnel des Plans et le pont de Luxé sur la Charente.
Après la construction de ces deux tronçons par l'État, il est entré au service de la Compagnie du Midi, le 10 janvier 1853. Il participe alors comme ingénieur ordinaire à la réalisation de la ligne entre Bordeaux et Langon qui comprend la construction de la gare de Bordeaux et le pont sur la Garonne à Langon. Elle est terminée en 1855. La ligne de Langon à la Garonne est livrée le 1er novembre 1856. L'ensemble de cette ligne fait 60 km.
Il est ensuite ingénieur en chef et en collaboration avec Paul Régnauld il réalise le raccordement entre la ligne Paris-Bordeaux qui s'arrête à la gare de la Bastide et la gare du Midi. Il est le concepteur du viaduc ferroviaire sur la Garonne, la Passerelle Eiffel, à Bordeaux dont il remet l'avant-projet en mars 1857. Charles Nepveu, ingénieur-constructeur sous la raison sociale « Construction de machines à vapeur, outil, forge, chaudronnerie, tôlerie, matériel fixe et roulant pour chemins de fer, travaux publics », suit le projet et semble avoir reçu des assurances pour obtenir le marché de construction. Il a embauché en 1856 Gustave Eiffel pour étudier les fondations en rivière avec emploi de presses hydrauliques pour le fonçage de tubes à l'air comprimé, procédé inventé dans les années 1840 par Jacques Triger. Charles Nepveu avait présenté cette technique un an plus tôt à la Société des ingénieurs civils. Nepveu a vendu sa société à la Compagnie belge de matériels de chemin de fer dirigée par François Pauwels et y a fait entrer Gustave Eiffel. Le pont est construit en 1858-1859 par la Compagnie générale de matériels de chemin de fer sous la direction de Gustave Eiffel. Pour fonder l'ouvrage, on a exécuté les premières fondations tubulaires à l'air comprimé à 17 mètres sous l'eau. Stanislas de Laroche-Tolay a ensuite recommandé Gustave Eiffel à Jean-Baptiste Sébastien Krantz chargé de travaux importants pour le réseau central de la Compagnie d'Orléans à Périgueux, et Martin Léonard Edmond Duval (1824-1904) qui a été directeur des travaux de l'Exposition universelle de 1878 avant de diriger la Compagnie Fives-Lille.
Devenu directeur des travaux de la compagnie, il a établi 462 km de routes agricoles le long des voies ferroviaires. Directeur des travaux neufs de la compagnie du Midi, il a assuré la construction des tronçons suivants :
- Saint-Simon à Foix ;
- Dax à Ramons avec le tunnel d'Ilabas ;
- Bayonne à la frontière espagnole ;
- Castres à Mazamet ;
- Langon à Bazas ;
- Agen à Auch ;
- Agde à Lodève ;

soit au total 353 km de voies ferrées. Il a aussi terminé la ligne commencée par l'État entre Perpignan et Port-Vendres. Il a fait exécuter la voie et les stations entre Boussens et Saint-Girons et entre Toulouse et Bayonne, soit sur une longueur de 362 km. Il a fait établir les projets des lignes de Castres à Albi, de Port-Vendres à la frontière espagnole, d'Auch à Tarbes, de Carcassonne à Limoux, de Montpellier à Rodez, avec leurs embranchements, soit 365 km.
En 1867 il a inventé une machine perforatrice pour les tunnels utilisant une bague à diamants brevetée par Georges Leschot en 1862 et mise en mouvement par une petite machine à colonne d'eau produisant une rotation de 100 tours par minute.
Puis la compagnie du Midi a décidé de supprimer le poste de directeur des travaux neufs. Le 16 août 1867, il revient au service de l'État comme ingénieur ordinaire. Il est nommé chef du service maritime à Bordeaux. L'État a décidé, en 1857, de faire de Bordeaux la tête de la ligne transatlantique vers l'Amérique du Sud. La Chambre de commerce de Bordeaux ayant réussi à convaincre la municipalité de construire un bassin à flot, Stanislas de Laroche-Tolay le réalise à partir de 1868. Ces travaux nécessitent l'extraction de plus d'un million de mètres cubes de terre jusqu'en 1879. Il est nommé ingénieur en chef des ponts et chaussées le 1er mars 1869, et de 1re classe le 1er mai 1875.
En 1877, il a préparé avec une délégation de la Chambre de commerce de Bordeaux un projet d'aménagement de la Garonne entre Bordeaux et l'océan Atlantique en rétablissant la navigation par le bras de Macan.
En 1879 il est atteint par la limite d'âge mais il est maintenu en activité hors classe. Il revient au service des études et travaux des lignes de Marmande à Angoulême, de Libourne à Langon, de la Sauve à Eymet. Il a quitté définitivement le service en 1881 et a été nommé inspecteur général honoraire.
Il était le propriétaire du château du Roc, à Saint-Thomas-de-Conac, près de Mirambeau.

## Famille
La famille Horric de Laroche-Tolay que des historiens comme Borel d'Hauteville et de Courcelles ont accrédité la tradition de leur origine viking du Danemark. La famille serait établie en Poitou, Saintonge et Angoumois depuis 850 puisque des expéditions vikings ravagèrent les côtes de la Saintonge de 813 à 857. La première mention de la famille Horric date de 1080 avec une donation à l'abbaye de Saint-Jean-d'Angély par quatre frères Horric, chevaliers. La famille Horric compte de nombreuses branches. Les Horric de Laroche-Tolay descendent d'Antoine, fils cadet de Joseph Horric de la Courade, vivant en 1464,.
- François Horric de Larochetolay, marié le 10 avril 1741 avec Rose-Françoise de Guibal, fille d'Emmanuel de Guibal et de Charlotte de Gasc :
  - Emmanuel Horric de Laroche-Tolay, capitaine de dragons, émigré en 1791, mort en 1811, marié en 1782 à Rose-Julie Dexmier de Saint-Simon-d'Archiac, fille du comte Dexmier d'Archiac, lieutenant-général des armées du roi (1714-1788), et de Marthe Guinot de Dercie :
    - Louis-Marc Horric de Laroche-Tolay, né le 8 juin 1790, marié 8 mars 1813 avec Marie-Esther Dumorisson, secrétaire général de la préfecture de Charente-Maritime, décédé en 1846 :
      - Louis-Marc-Stanislas Horric de Laroche-Tolay, marié en 1851 à Louise Dejean, sœur du général d'artillerie Edme Napoléon Léger Dejean (1823-1889) :
        - Louis-Marc Horric de Laroche-Tolay (1851-1899)[8].

  - Pierre Horric de Larochetolay.

## Distinction
- Chevalier de la Légion d'honneur en 1856[9].

## Publication
- Stanislas de La Roche-Tolay, Paul Régnauld, Félix Pauwels, Charles Nepveu, Gustave Eiffel, Dessins d'exécution du pont métallique construit sur la Garonne à Bordeaux par les compagnies d'Orléans et du Midi pour relier le chemin de Paris à Bordeaux au réseau du Midi, 1860
- Stanislas de La Roche-Tolay, Rapport suivi d'une note explicative sur la nature des projets proposés par la commission locale du port de Bordeaux, Imprimerie nouvelle A. Bellier, Bordeaux, 1878

## Sources
- Stanislas de la Laroche-Tolay sur structurae.info